# Elitloppet 1980
Elitloppet 1980 var den 29:e upplagan av Elitloppet, som gick av stapeln söndagen den 25 maj 1980 på Solvalla i Stockholm. Finalen vanns av den franska hästen Idéal du Gazeau, körd och tränad av Eugène Lefèvre.
Inför 1980 års Elitlopp stod Idéal du Gazeau högst upp på Solvallas önskelista, trots att denne misslyckats i bland annat Prix d'Amérique samma år. Efter att kretsen kring hästen tackat ja, såg årets upplaga av Elitloppet ut att bli något alldeles extra. Dock hoppade flera utländska hästar av innan loppet. Utöver vinnaren Idéal du Gazeau deltog bland annat svenskhästen Express Gaxe och amerikanska hästen Chiola Hanover.
Även tröstloppet Elitloppet Consolation kördes detta år, för de hästar som deltagit i kvalheaten, men som inte lyckats kvala in till finalen.

## Upplägg och genomförande
Elitloppet är ett inbjudningslopp och varje år bjuds 16 hästar som utmärkt sig in till Elitloppet. Hästarna lottas in i två kvalheat, och de fyra bästa i varje försök går vidare till finalen som sker 2–3 timmar senare samma dag. Desto bättre placering i kvalheatet, desto tidigare får hästens tränare välja startspår inför finalen. Samtliga tre lopp travas sedan 1965 över sprinterdistansen 1 609 meter (engelska milen) med autostart (bilstart). I Elitloppet 1980 var förstapris i finalen 250 000 kronor, och 50 000 kronor i respektive kvalheat.

## Kvalheat 1
| P | S | Häst               | Kusk                  | Tränare               | Land      | Odds  | Tid      |
| - | - | ------------------ | --------------------- | --------------------- | --------- | ----- | -------- |
| 1 | 4 | Express Gaxe       | Gunnar Axelryd        | Gunnar Axelryd        | Sverige   | 1,68  | 1.15,3   |
| 2 | 1 | My Nevele          | Walter Kaiser Hansen  | Walter Kaiser Hansen  | Danmark   | 29,40 | 1.15,3   |
| 3 | 7 | Madrigal           | Ari Eve               | Ari Eve               | Finland   | 29,20 | 1.15,8   |
| 4 | 5 | Hillion Brillouard | Philippe Allaire      | Charles Riviére       | Frankrike | 9,60  | 1.15,9   |
| 0 | 3 | Gadames            | Michel Marcel Gougeon | Michel Marcel Gougeon | Frankrike | 8,00  | 1.16,8ag |
| 0 | 8 | Chiola Hanover     | Bernard Webster       | Bernard Webster       | USA       | 3,00  | 1.17,9ag |
| d | 2 | Ibere              | Gilbert Martens       | Gilbert Martens       | Frankrike | 54,70 | distg    |
| d | 6 | Gibson             | Giuseppe Rossi        | Giuseppe Rossi        | Italien   | 67,30 | dgu      |

## Kvalheat 2
| P   | S | Häst              | Kusk              | Tränare           | Land      | Odds  | Tid    |
| --- | - | ----------------- | ----------------- | ----------------- | --------- | ----- | ------ |
| 1   | 7 | Charme Asserdal   | Heikki Korpi      | Heikki Korpi      | Finland   | 6,74  | 1.15,3 |
| 2   | 1 | Idéal du Gazeau   | Eugène Lefèvre    | Eugène Lefèvre    | Frankrike | 2,20  | 1.15,4 |
| 3   | 3 | Madison Avenue    | Uno Swed          | Uno Swed          | Sverige   | 4,80  | 1.15,4 |
| 4   | 4 | David's Lucky Day | Sheldon Goudreau  | Sheldon Goudreau  | USA       | 9,90  | 1.15,9 |
| 0   | 6 | Ex Lee            | Dan Wegebrand     | Dan Wegebrand     | Sverige   | 4,20  | 1.15,9 |
| 0   | 8 | Speed Expert      | Edoardo Gubellini | Edoardo Gubellini | Italien   | 21,30 | 1.16,1 |
| 0   | 2 | Tarok             | Jörn Laursen      | Jörn Laursen      | Danmark   | 14,50 | 1.19,0 |
| str | 5 | Meadow Matt       | Kurt Hörmann      | Kurt Hörmann      | Tyskland  | -     | -      |

## Finalheat
| P | S | Häst               | Kusk                 | Tränare              | Land      | Odds  | Tid    |
| - | - | ------------------ | -------------------- | -------------------- | --------- | ----- | ------ |
| 1 | 3 | Idéal du Gazeau    | Eugène Lefèvre       | Eugène Lefèvre       | Frankrike | 3,05  | 1.13,8 |
| 2 | 4 | My Nevele          | Walter Kaiser Hansen | Walter Kaiser Hansen | Danmark   | 15,10 | 1.13,8 |
| 3 | 1 | Express Gaxe       | Gunnar Axelryd       | Gunnar Axelryd       | Sverige   | 2,00  | 1.14,0 |
| 4 | 6 | Madison Avenue     | Uno Swed             | Uno Swed             | Sverige   | 11,80 | 1.14,1 |
| 5 | 2 | Charme Asserdal    | Heikki Korpi         | Heikki Korpi         | Finland   | 4,60  | 1.14,3 |
| 6 | 5 | Madrigal           | Ari Eve              | Ari Eve              | Finland   | 11,80 | 1.14,4 |
| 7 | 7 | David's Lucky Day  | Sheldon Goudreau     | Sheldon Goudreau     | USA       | 31,70 | 1.14,6 |
| 8 | 8 | Hillion Brillouard | Philippe Allaire     | Charles Riviére      | Frankrike | 47,60 | 1.14,9 |